# サルメテロール
サルメテロール(Salmeterol)は、軽度の長時間作動型で吸入で用いるβ2アドレナリン受容体刺激剤(LABA)の1種であり、喘息または慢性閉塞性肺疾患の長期管理に用いられるが、後述の如く、急性増悪時には適さず、また、喘息の長期管理において、単剤として用いることは推奨されていない。最近では、定量噴霧式吸入器(MDI)またはドライパウダー吸入器(DPI)によって利用可能である。商品名はセレベント。

## 概要
喘息の長期管理においては、副腎皮質ステロイド等の抗炎症作用を有する薬剤を併用して定期的に使用することが推奨されている。短時間作用性β2刺激剤であるサルブタモールの気管支拡張作用持続時間が4-6時間であるのに対して、サルメテロールは、およそ12時間、気管支拡張作用が持続するため、特に夜間や早朝の症状のある場合に適しているが、速効性は劣るため、急性増悪時には適さない。
低用量吸入ステロイド剤に充分に応答しない患者には、ステロイド剤の用量をさらに増やすよりもサルメテロールなどの長時間作用性β2刺激剤を併用したほうが効果的であるとする報告がある。世界喘息指針(GINA)のガイドラインでは、喘息をコントロールするためにコントローラー投薬治療が必要とされ、第一選択肢は低用量吸入ステロイド剤であるが、それより上の程度からは、低用量吸入ステロイド剤と長時間作用性β2刺激剤の併用が推奨されている。2007年に日本でも、吸入ステロイド剤プロピオン酸フルチカゾンとサルメテロールの合剤吸入薬が承認された。

## 作用機序
吸入されたサルメテロールは他のβ2刺激薬と同様に、気道内の平滑筋を弛緩させることによって気管支拡張を引き起こし、喘息の悪化を防ぐ。比較的長時間にわたって効果が持続する理由は、比較的脂溶性の高いサルメテロールが、吸入時に肺胞の細胞の細胞膜へと拡散し、その後ゆっくりと離れて細胞外へ戻り、そこでβ2アドレナリン受容体と接触することによる。

## 他の長時間作用性β刺激薬
現在、サルメテロール以外で、単剤として承認されている長時間作用性β2アドレナリン受容体刺激剤(LABA)には、フォルモテロール(オーキシス)、インダカテロール(オンブレス)、バンブテロール、および経口アルブテロールの持続処方がある。
フォルモテロールは、親油性がより低いためにサルメテロールより速く作用が到来し、効き目も強い―フォルモテロール12μgの投与はサルメテロール50μgの投与と同等である―ことが立証されている。しかし、β2受容体への選択性はサルメテロールのほうが高い。
2023年現在、日本で、配合吸入製剤として承認されている、サルメテロール以外のLABAには、フォルモテロール(シムビコート,フルティフォーム,ビベスピエアロスフィア,ビレーズトリエアロスフィア,ブデホル)、インダカテロール(ウルティブロ,アテキュア,エナジア)、ビランテロール(レルベア,アノーロ,テリルジー)、オロダテロール(スピオルトレスピマット)がある。

## アメリカ食品医薬品局の勧告
2005年11月アメリカ食品医薬品局(FDA)は、長時間作用性β2アドレナリン受容体刺激剤(LABA)の使用が、重篤喘息の悪化と喘息関連死のリスクの増大に関係していると発表した。
LABA吸入薬の使用は今も喘息ガイドラインで症状コントロールの改善を起こすために推奨されているけれども、別の心配が持ち上がっている。33,826人の患者への19の試験からプールされた結果の大規模なメタ分析によるとサルメテロールは喘息死の小さなリスクを増大させ、この追加リスクは吸入ステロイド剤の追加使用(例えばサルメテロール・フルチカゾン混合剤)では減少しない。これはサルメテロールやフォルモテロールなどのLABAが、喘息の症状をリリーフするけれども、同時に警告なしに気管支の炎症と過敏性を促進するために起こると考えられている。
FDAは、喘息の治療においてセレベント・ディスカスは、低用量-中用量の吸入副腎皮質ステロイド剤などの、他の喘息コントローラーによる投薬治療に適切な応答をしなかった患者にのみ、追加治療として用いられるよう勧告している。

## セレベント

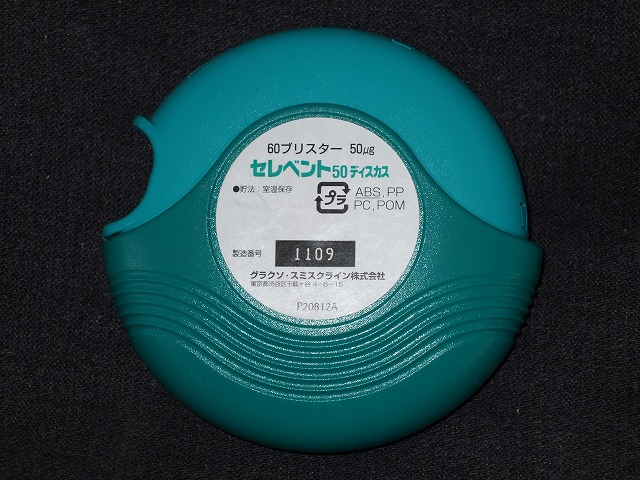
セレベント・ディスカス

サルメテロールは、1980年代にグラクソ・スミスクライン社によって販売・製造され、1990年にセレベント(Serevent)としてリリースされた。製造はAllen & Hanburys (UK)からライセンスを受けて行われている。
日本においてサルメテロールは吸入剤としてセレベントの商品名でキシナホ酸サルメテロールを主成分としてグラクソ・スミスクライン（GSK）より発売されている。セレベントは2006年時点の日本では唯一の長時間作用性吸入β2刺激薬に分類される薬剤で、日本での適応疾患は気管支喘息、慢性閉塞性肺疾患 (COPD) の症状の緩解である。
喘息患者が使用する場合には、必ず抗炎症薬である吸入ステロイド薬等と併用することが必要であり、喘息予防・管理ガイドラインにおいても、吸入ステロイド薬との併用が推奨されている。
25(µg)ロタディスク・50(µg)ロタディスク・50(µg)ディスカスの3剤型があり、吸入方法が容易な50ディスカスが広く普及している。ロタディスクは円盤状の包装であり、ディスクヘラーにセットして針で包装を穿孔してからパウダーを吸入する。ディスカスはレバーを引くと容器内部で一定量のパウダーが送出され、それを吸入する。容器の色はいずれのタイプの吸入器でも緑色である。

## アドエア

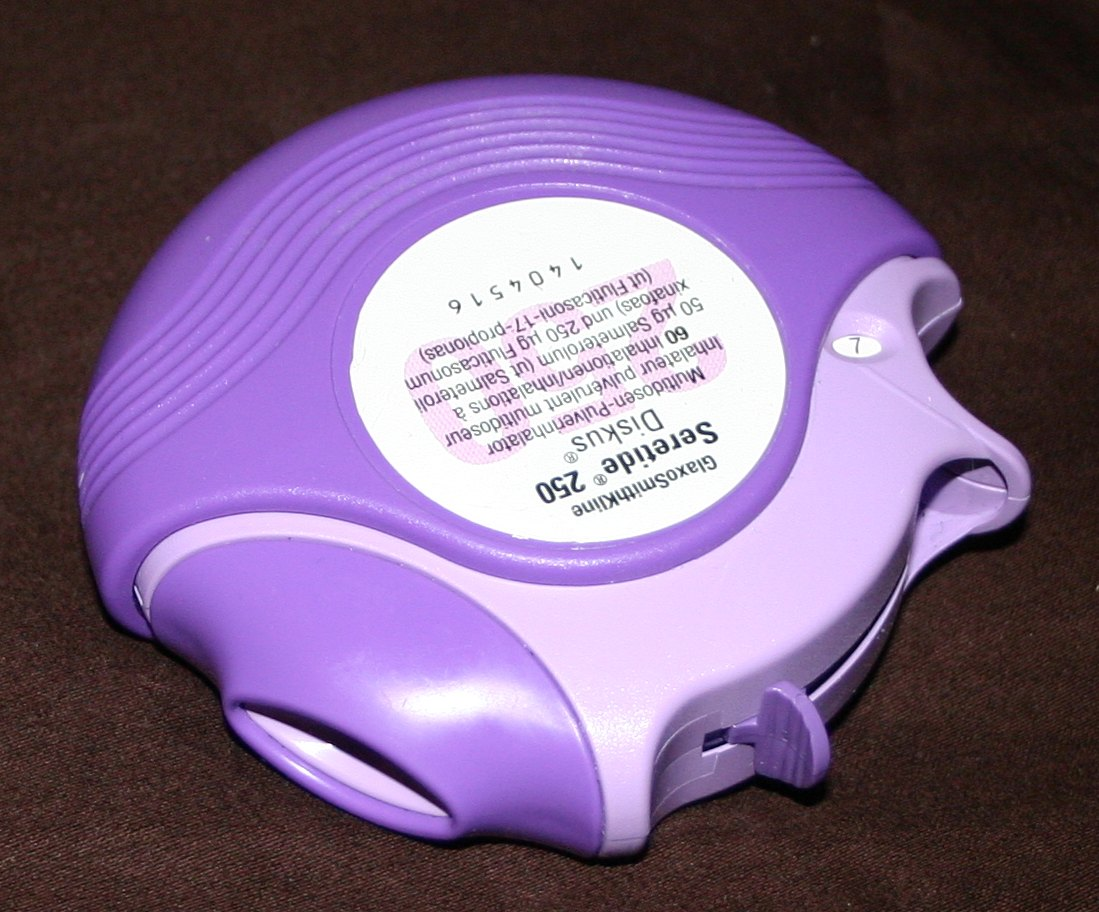
セレタイド（EUで発売）のディスカス

サルメテロールキシナホ酸塩･フルチカゾンプロピオン酸エステル（Salmeterol/Fluticasone）は、気管支喘息や慢性閉塞性肺疾患（COPD）の長期管理に用いられる配合剤。GSKが日本で「アドエア」(Adoair)、ドイツ以外のEU諸国で「セレタイド」(Seretide)、等の商品名で販売している。いずれも容器は紫色。

## References
1. ↑   van Noord J. A. et al. (1999). “Addition of salmeterol versus doubling the dose of fluticasone propionate in patients with mild to moderate asthma”. Thorax 54 (3):  207-212.
2. ↑   Medical Communications Resources (2006). Pocket Guide for Asthma Management and Prevention. Global Initiative for Asthma
3. 1 2   U.S. Food and Drug Administration / Center for Drug Evaluation and Research. “Alert for Healthcare Professionals Salmeterol xinafoate (marketed as Serevent Diskus)”. 2008年4月9日閲覧。
4. ↑  British Thoracic Society & Scottish Intercollegiate Guidelines Network (SIGN). British Guideline on the Management of Asthma. Guideline No. 63. Edinburgh:SIGN; 2004. (HTML, Full PDF, Summary PDF)
5. ↑   Salpeter S. et al. (2006). “Meta-analysis: effect of long-acting beta-agonists on severe asthma exacerbations and asthma-related deaths”. Ann Intern Med 144 (12):  904-912. PMID 16754916.
6. ↑  Krishna Ramanujan (2006年6月9日). “Common asthma inhalers cause up to 80 percent of asthma-related deaths, Cornell and Stanford researchers assert”. ChronicalOnline - Cornell University.